# Parliament House (Brisbane)
Pour les articles homonymes, voir Parliament House.
Parliament House à Brisbane au Queensland en Australie est le siège du Parlement du Queensland, qui ne possède qu'une chambre: l'Assemblée législative. Il est situé à l'angle des rues George Street et Alice Street. Il est adjacent à l'Université de technologie du Queensland et au jardin botanique de la ville de Brisbane. 
Lorsque le Queensland a été créé comme colonie séparée de la Nouvelle-Galles du Sud en 1859, ses premiers parlementaires se sont réunis dans des locaux du vieux camp de bagnards de Queen Street. Cette installation a été suffisante tant que le gouvernement du Queensland a utilisé ses ressources financières à la construction des locaux du gouvernement. C'est en 1863 que les plans pour un nouveau Parlement ont finalement été approuvés après un concours organisé à l'échelle de l'Australie et, en 1864, on a posé la première pierre de l'édifice. La façade, rue George a été achevée en 1868 avec un style Renaissance française. La toiture, en zinc à l'origine, a été remplacée, dans les années 1980, par une couverture du cuivre de Mount Isa. Des colonnades ont été ajoutées en 1878 et la construction de la façade, rue Alice a commencé en 1887. Une annexe parlementaire de 22 étages a été construite dans les années 1980, au voisinage de l'ancien Parlement avec une nouvelle chambre des députés située au 5e étage. Des expositions d'œuvres d'art ou autres sont souvent organisées dans les salons spacieux du rez-de-chaussée de l'Annexe. 
Des visites guidées gratuites de la Maison du Parlement sont organisées pour le public. En outre, une boutique de cadeaux et de souvenirs est située dans le hall principal. 
Le Parlement a également été utilisé comme l'un des sites pour la série Mission Impossible dans les années 1980.